# 304 a.C.
Il 304 a.C. (CCCIV a.C. in numeri romani) è un anno  del IV secolo a.C.

## Eventi
- L'assedio di Rodi da parte di Demetrio I di Macedonia viene spezzato dall'arrivo di una flotta di Tolomeo I. Probabile inizio della costruzione del Colosso di Rodi con l'utilizzo dei metalli ottenuti fondendo le armi abbandonate dall'armata assediante
- Agatocle di Siracusa si autoproclama re di Sicilia
- Roma
  - Consoli Publio Sulpicio Saverrione e Publio Sempronio Sofo
  - Le tribù del Sannio chiedono la pace alla Repubblica di Roma, ponendo fine alla Seconda guerra sannita

## Nati
- Aśoka, sovrano († 232 a.C.)